# Riem (papier)
Een riem is een oude handelsmaat voor papier.
De hoeveelheid vellen in een riem kan variëren. In Nederland bevat een riem 500 vellen papier ('long ream'). In Groot-Brittannië is een riem 480 vellen papier ('short ream').
In de negentiende eeuw was een "Amsterdamsche Riem" 550 vel. Boeken werden in die tijd vaak gedrukt in een oplaag, die een veelvoud van een riem was.
Een riem kan als volgt worden onderverdeeld:
- 1 riem = 20 boek
- 1 boek = 25 vel (in Groot-Brittannië 24 vel)
- 1 vel = 16 bladzijden

De stapel van 500 (480) vellen papier werd ter bescherming ingepakt in twee vellen papier. Dit bestond meestal uit een mindere papierkwaliteit dan het ingepakte papier maar was wel wat dikker. Er werd 1 vel gebruikt om de onderkant en de zijkanten van de riem te beschermen, het tweede vel (de riemkap) werd gebruikt om de bovenkant te beschermen. Het bovenste vel werd ook over de zijkant van de riem gevouwen over het onderste beschermende vel.
Op de riemkap werden gegevens over het ingepakte papier afgedrukt, meestal de maker, de kwaliteit en vaak ook een afbeelding van het watermerk.
Het pakket papier werd meestal met een riem, een touw of een koord bijeen gehouden. Het ligt voor de hand dat dit het woord 'riem' verklaart, maar in werkelijkheid is er geen etymologisch verband. Een riem papier komt via het Spaanse resma van het Arabisch rizma.
Een modern pak kopieerpapier bevat meestal 500 vellen, een riem dus. Doorgaans bevinden zich vijf pakken in een doos.